# Suza (Kneževi Vinogradi)
Suza (hongrois : Csúza) est une localité de Croatie située dans la municipalité de Kneževi Vinogradi, comitat d'Osijek-Baranja. Au recensement de 2001, elle comptait 636 habitants. Elle est habitée par des Magyars.